# 東別院駅
東別院駅（ひがしべついんえき）は、愛知県名古屋市中区大井町にある、名古屋市営地下鉄名城線の駅である。駅番号はM02。アクセントカラーは黄色。

## 歴史
2号線栄 - 金山間の開通に伴い、1967年（昭和42年）3月に開業した。
前津通と山王通の交差点の地下に位置し、西に真宗大谷派名古屋別院（通称：東別院）がある。開業当時、前津通の西に並行する大津通に名古屋市電熱田線が通り、付近に東別院停留所が設置されていた。

### 年表
- 1967年（昭和42年）3月30日：開業。
- 2020年（令和2年）7月20日：可動式ホーム柵使用開始[2]。

## 駅構造

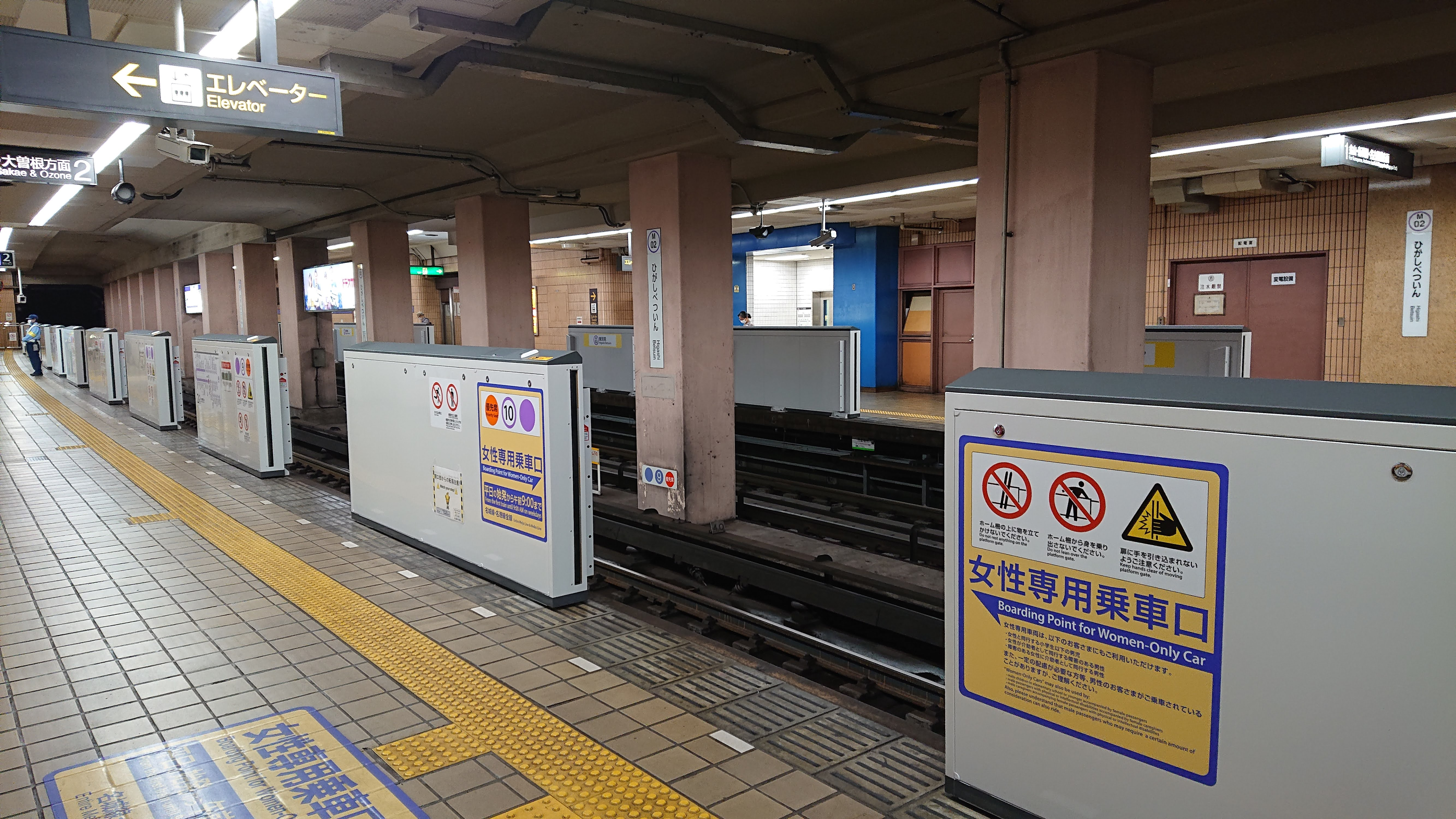
プラットホーム

相対式2面2線のホームを持つ地下駅で可動式ホーム柵が設置されている。エレベーター設置および、トイレのバリアフリー化がなされている。バリアフリー化に伴い、改札内に設置されていたトイレを改札外に移設している。改札口は2ヶ所あり、エレベーターは北改札口から1番ホーム、南改札口から2番ホームにそれぞれつながっている。このため車椅子での利用の場合は利用する方面を確認してから改札口を通る必要がある。
当駅は、名城線北部駅務区栄管区駅が管轄している。

### のりば
| ホーム | 路線            | 方向   | 行先                       |
| ------ | --------------- | ------ | -------------------------- |
| 1      | 名城線・ 名港線 | 左回り | 金山・新瑞橋・名古屋港方面 |
| 2      | 名城線          | 右回り | 栄・大曽根方面             |

## 駅周辺

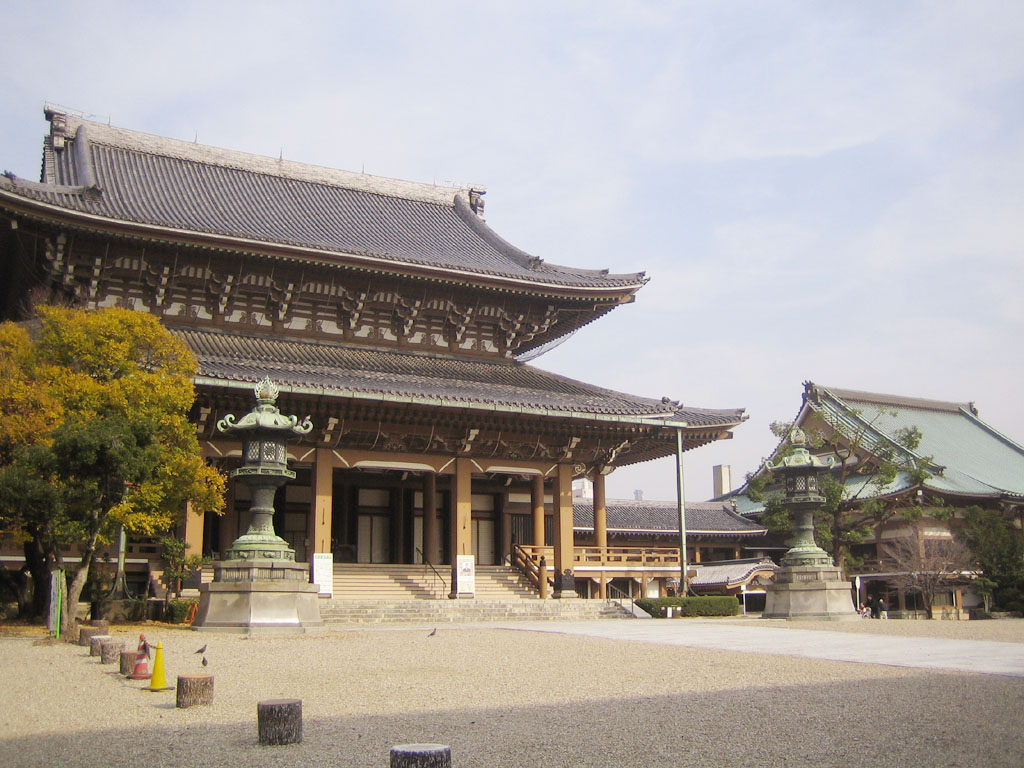
真宗大谷派名古屋別院（東別院）

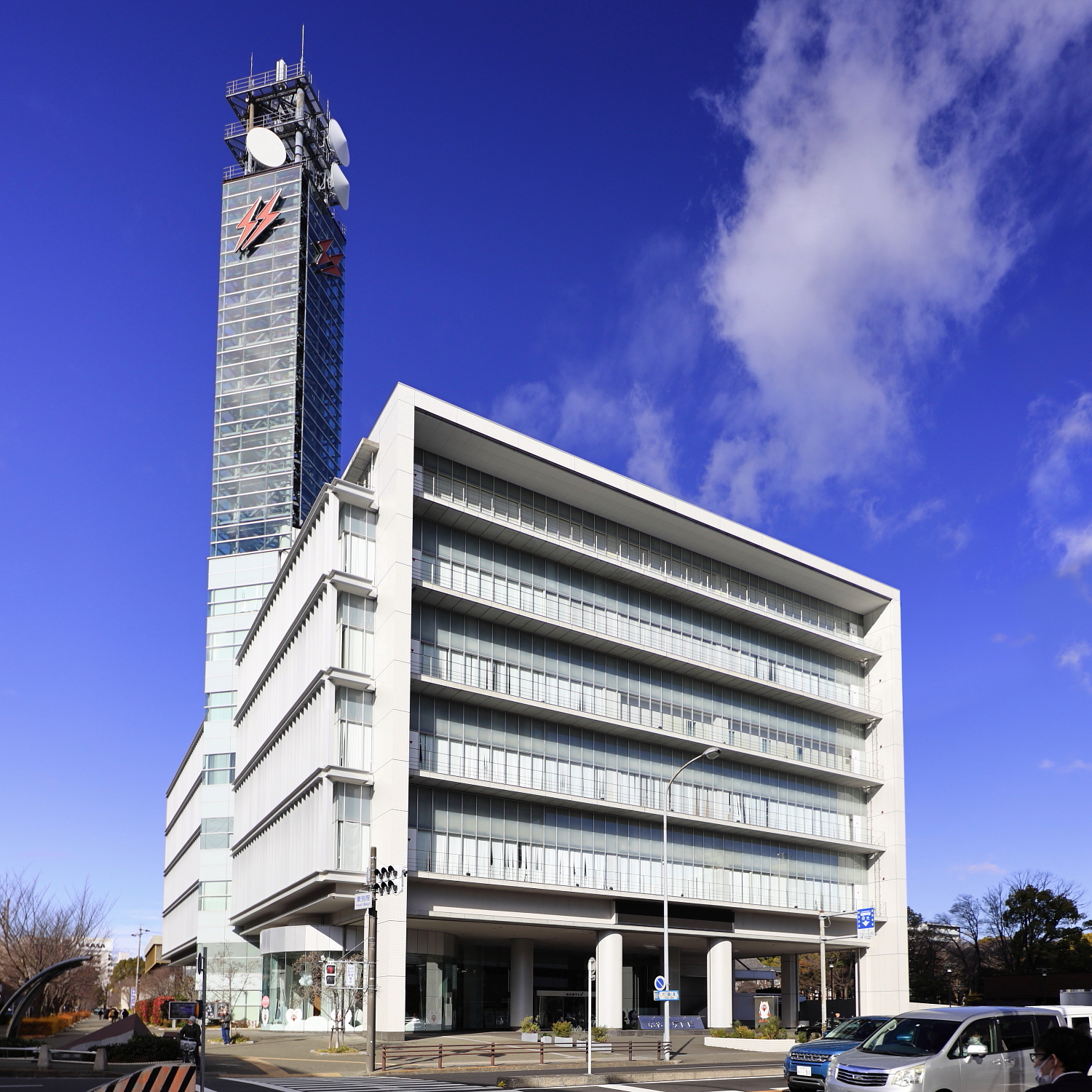
名古屋テレビ放送（メ～テレ）

### 周辺の施設
- 真宗大谷派名古屋別院（東別院）
  - 東別院会館（NBNホール）
- 名古屋テレビ放送（メ〜テレ）
- 栄国寺
- 下茶屋公園
- 葉場公園
- 橘公園
- 西川端公園
- 名古屋市女性会館
- 名古屋市立平和小学校
- 名古屋たちばな高等学校
- 名古屋高速都心環状線
  - 東別院入口・東別院出口
- 山王通（名古屋市道山王線）
- 大津通
- 前津通

### バス路線
最寄停留所は大津通および山王通（名古屋市道山王線）にある東別院である。名古屋市交通局が運行する以下の路線が乗り入れている。
大津通
- 栄21系統：栄行、泉楽通四丁目行

山王通（名古屋市道山王線）
- 金山26系統：金山循環
- 昭和巡回系統：御器所通行、名古屋大学行

## 利用状況
名古屋市統計年鑑によると、当駅の一日平均乗車人員は以下の通り推移している。
- 2004年度：5,815人
- 2005年度：5,878人
- 2006年度：6,008人
- 2007年度：6,053人
- 2008年度：6,098人
- 2009年度：5,932人
- 2010年度：5,722人
- 2011年度：6,030人
- 2012年度：6,190人
- 2013年度：6,640人
- 2014年度：6,990人
- 2015年度：7,169人
- 2016年度：7,276人
- 2017年度：7,254人
- 2018年度：7,577人
- 2019年度：7,738人

## 隣の駅
名古屋市営地下鉄
 名城線
金山駅 (M01) - 東別院駅 (M02) - 上前津駅 (M03)